# Safari World
Safari World (Thai: ซาฟารี เวิลด์) ist ein privater Tier- und Freizeitpark im Bezirk Khlong Sam Wa im nordöstlichen Randbereich von Bangkok. Der Park bietet eigenen Angaben zufolge den größten Offenen Zoo (Open Zoo) Thailands, in welchem sich eine Vielzahl von verschiedenen Tierarten und hunderte von Exemplaren in einer den natürlichen Gegebenheiten ihrer Herkunftsregionen angepassten Naturlandschaft frei bewegen können. Dennoch werden einige dieser Tiere auch in Käfigen gehalten oder müssen Kunststücke für das Publikum aufführen. Die gesamte Anlage hat eine Größe von knapp einem Quadratkilometer (800.000 Quadratmeter).

## Geschichte
Die Anlage wurde am 17. Februar 1988 eröffnet und verfügte zuerst über ein Areal von 1.200 Rai für den Open Zoo und weiteren 450 Rai für einen Vogelpark. Eine Umgestaltung und Erweiterung um weitere 500 Rai wurde im Jahre 1989 durchgeführt. Bis zum 1. Februar 1994 hatte die private Betreibergesellschaft ihr Kapital von anfänglich 759.000.000 Baht auf insgesamt 1.500.000.000 Bath vermehrt und ein Jahr darauf (seit dem 16. Februar 1995) war Safari World der erste und bislang einzige Freizeitpark Thailands, der im SET Index auf dem Parkett der Thailändischen Aktienbörse notiert wurde.
Die Betreibergesellschaft gründete auch das Showereignis (mit Vergnügungspark) Phuket FantaSea in Kamala auf der Insel Phuket in Südthailand, wobei die meisten der ursprünglich in Bangkoks Safari World gehaltenen Elefanten zur Mitwirkung an der dortigen Show nach Kamala verbracht wurden.

## Attraktionen
Im Safari Park (Thai: สวน สัตว์ เปิด ซาฟารี ปาร์ค) leben Hunderte von Tieren aus aller Welt frei in einem weitläufigen Areal, das kreisförmig den Marine Park umschließt. Ein etwa acht Kilometer langer Parcours durchzieht dieses Areal, den man – wie bei einer Safari oder Fotosafari – in etwa 45 Minuten mit dem eigenen Wagen, aber auch im Reisebus oder einem der parkeigenen Busse durchfahren kann. Aussteigen ist nicht erlaubt, aber außer in dem besonders gesicherten Bereich von Löwen und Tigern kann man alle Tiere bei geöffnetem Fenster anschauen und fotografieren.
Das Areal ist in mehrere unterschiedliche Vegetationszonen aufgeteilt, die den Tieren ihre Heimatregion möglichst authentisch widerspiegeln soll. Hier leben in teilweise recht hoher Population (besonders Marabus, Pelikane und Damwild sind sehr zahlreich vertreten, was vermuten lässt, dass keine oder eine nur unzureichende Auslese betrieben wird). Unter anderem leben hier – gelistet in etwa nach der Abfolge des Parcours –: Strauße, Giraffen, Buntstörche, Marabus, Kamele, Nashörner, Zebras, Nilgauantilopen, Watussirinder, Gaur-Rinder, Impala- und Schwarzrücken-Antilopen, Pelikane, Gnus, Oryxantilopen, Kraniche, Rentiere, Damwild, Löwen, Tiger, Bären, Pfauen und Wasserbüffel.

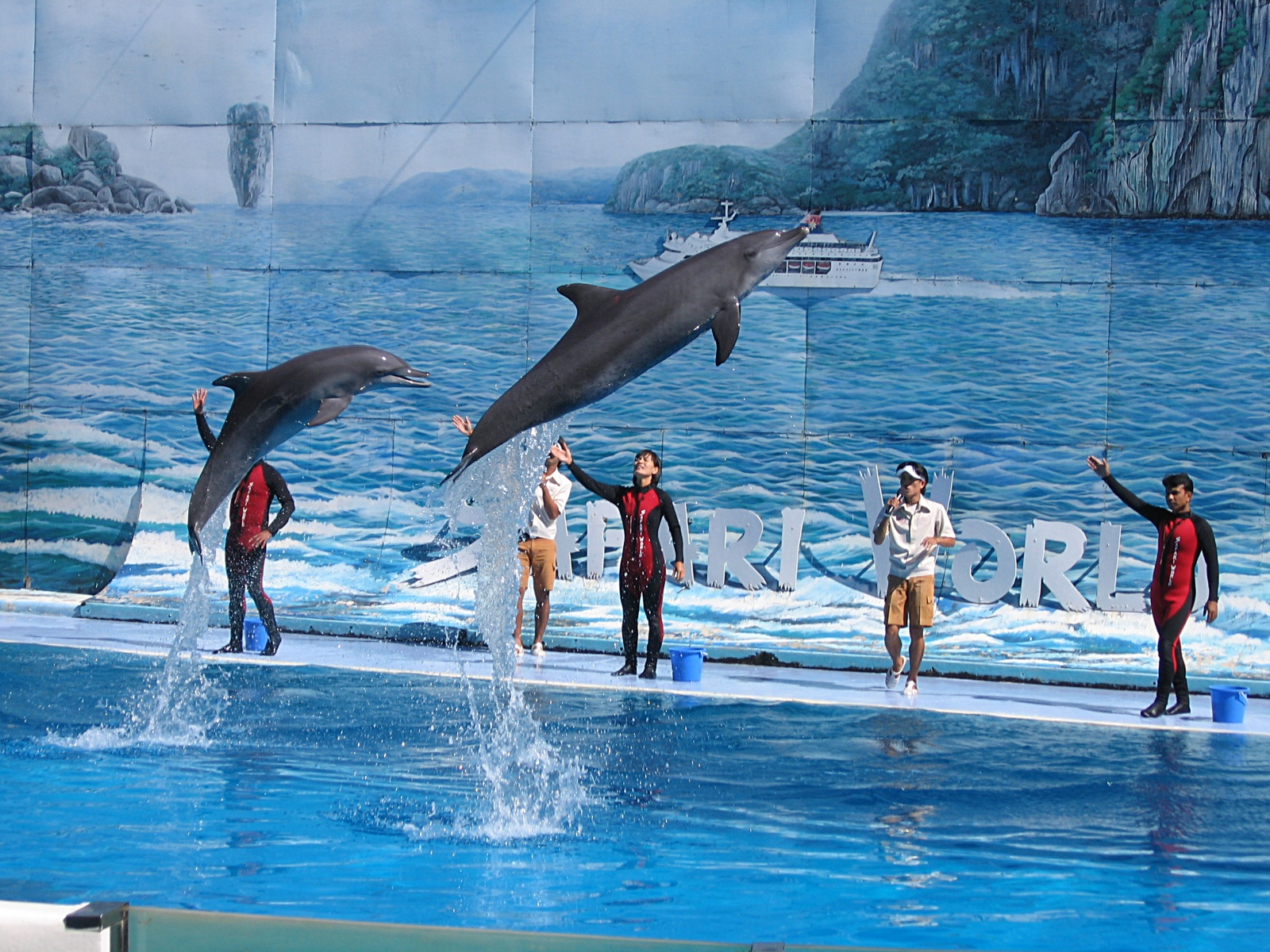
Delfinshow in der Safari World

Bei dem vom Safari Park umschlossenen Marine Park (Thai: มารีน ปาร์ค) handelt es sich um einen Tier- und Vergnügungspark – der englische Name trügt, denn es handelt sich keineswegs um ein Aquarium oder einen Aquazoo, und außer Delfinen, Beluga-Walen, Robben, Amphibien und wenigen Fischarten werden hier keine Meerestiere gehalten.
In diesem Bereich sind zahlreiche, vorwiegende kleinere, Tiere, Reptilien und Amphibien aus aller Herren Ländern zu sehen. Öffentliche Fütterungen finden statt, und auf der sogenannten Safari Terrace kann man die im Open Zoo lebenden Giraffen von einer erhöhten Plattform aus mit der Hand füttern.
Außerdem ziehen etliche Showveranstaltungen das Publikum an, die nach unseren westlichen Maßstäben artgerechter Zootierhaltung nicht unumstritten sind. Die Delfinshow mit Delfinen und Belugas ist zweifellos der Publikumsmagnet des Parks. Andere Shows mit weißen Tigern, Orang-Utans (die sogenannte Orang Utan Boxing Show), dressierten Vögeln und den für Thailand wohl unverzichtbaren Elefanten werden ebenso stark besucht, wie diverse Stunt-Shows. Jährlich werden veränderte und neue Attraktionen angeboten.
Zum Angebot der Einrichtungen als Vergnügungspark gehören beispielsweise der Jungle Cruise – eine Wildwasserbahn durch einen afrikanischen und asiatischen Dschungel – und ein Jungle Walk, der den Besucher durch ein wahres Labyrinth von Käfigen und Volieren führt. Der Park verfügt auch über spezielle Angebote für Kinder und Restaurants.

## Kritik
Im Park lebende Orang-Utans werden entgegen artgerechter Haltung dazu abgerichtet, das Publikum auf Rädern, mit Trommeln oder durch die Orang Utan Boxing Show zu unterhalten. Bei letztgenannter Attraktion müssen die Tiere mit Sporthosen und Boxhandschuhen bekleidet im Ring als Thaiboxer gegeneinander antreten. Der Schauspieler Hannes Jaenicke hat das Schicksal dieser Tiere und damit den Park durch eine ZDF-Dokumentation einem breiten Publik bekannt gemacht.
Elefanten werden innerhalb von sechs Monaten darauf trainiert, eine Art Seiltanz auf einem Drahtseil aufzuführen, teilweise auf drei Beinen.